# Loreto Vittori
Loreto Vittori (* 16. Januar 1604 in Spoleto; † 23. April 1670 in Rom) war ein italienischer Opernsänger (Kastrat/Mezzosopran) und Komponist.

## Leben
Loreto Vittori wurde in Rom ausgebildet und war Schüler von Giovanni Bernardino Nanino, Francesco Soriano und Francisco Soto de Langa (1534–1619). Er wirkte danach zunächst als Sänger in Loreto und Spoleto und war von 1622 bis zu seinem Ableben als Sopranist Sänger der päpstlichen Kapelle in Rom. Zu seinen Schülern zählte Bernardo Pasquini.
Neben einigen zu seiner Zeit sehr populären Opern und Soloarien schuf er drei Oratorien (Sant’Ignazio di Loyola, Sant’Irena und La Pellegrina).